# Baltiejskaja (metrostation)
Baltiejskaja (Russisch: Балтийская) is een station van de metro van Sint-Petersburg. Het station maakt deel uit van de Kirovsko-Vyborgskaja-lijn en werd samen met het eerste metrotracé in de stad geopend op 15 november 1955. Het metrostation bevindt zich ten zuiden van het stadscentrum, nabij het Baltiejski-spoorwegstation, waarmee het rechtstreeks verbonden is, en het Spoorwegmuseum, dat in het voormalige Warschaustation is gevestigd.
Het station ligt 57 meter onder de oppervlakte en beschikt over een perronhal met zuilengalerijen. Het bovengrondse toegangsgebouw bevindt zich op het plein voor het Baltiejski-station. Een tweede uitgang, die naar het Spoorwegmuseum zal leiden, is gepand. Op de gevel van het toegangsgebouw zijn de portretten van vijf Russische admiraals in bas-reliëf aangebracht. Aan het einde van de perronhal bevindt zich het mozaïek "1917", een eerbetoon aan Baltische revolutionairen. De wanden zijn afgewerkt met blauw-grijs marmer.

Devjatkino  · 
Grazjdanski prospekt · 
Akademitsjeskaja · 
Politechnitsjeskaja · 
Plosjtsjad Moezjestva · 
Lesnaja · 
Vyborgskaja · 
Plosjtsjad Lenina  · 
Tsjernysjevskaja · 
Plosjtsjad Vosstanieja    · 
Vladimirskaja  · 
Poesjkinskaja  · 
Technologitsjeski institoet  · 
Baltiejskaja  · 
Narvskaja · 
Kirovski zavod · 
Avtovo · 
Leninski prospekt · 
Prospekt Veteranov